# Косарєв Володимир Михайлович
Володи́мир Миха́йлович Ко́сарєв (26 червня 1881, Петровська слобода Богородського повіту Московської губернії, тепер Московської області, Російська Федерація — 12 грудня 1945, місто Москва, тепер Російська Федерація) — радянський діяч, голова виконавчого комітету Новомиколаївської губернської ради. Член Центральної контрольної комісії ВКП(б) у 1923—1927 роках, кандидат у члени Президії ЦКК ВКП(б) з 2 червня 1924 по 18 грудня 1925 року, член Президії ЦКК ВКП(б) з 1 січня 1926 по 2 грудня 1927 року. Член ЦВК СРСР.

## Життєпис
Народився в родині робітника. Самоук. З кінця ХІХ століття працював робітником на московських фабриках.
З 1897 року брав участь у революційному русі. Член РСДРП з 1898 року.
Вів нелегальну партійну діяльність серед солдат російської імператорської армії та в Лефортовському районі Москви. У 1899 році заарештований, засуджений до адміністративного заслання в Смоленську губернію.
Учасник першої російської революції 1905—1907 років. У 1907 році заарештований, засуджений до адміністративного заслання в Нижній Новгород. Із заслання втік. У 1908 році — член Бюро РСДРП Центральної промислової області.
У 1909 році емігрував. З 1909 по 1910 рік — слухач партійної Капрійської школи в Італії. Після завершення навчання на Капрі навчався в школі Леніна в Лонжюмо (Франція). 
У 1911 році нелегально повернувся до Росії, брав участь у революційній діяльності в Санкт-Петербурзі. Знову заарештований та засланий на чотири роки до Наримського краю. Під час відбування терміну організував для засланців партійну школу, через що відправлений до в'язниці міста Томська. У 1913 році утік із заслання, проте був спійманий у Харкові і висланий назад у Нарим.
У 1916—1917 роках — у російській армії, служив у місті Томську. Був одним із засновників підпільного Військово-соціалістичного союзу.
Після Лютневої революції, 5 березня 1917 року обраний членом виконавчого комітету ради солдатських депутатів Томського гарнізону, потім був головою Томської ради.
З серпня 1917 року — голова ЦК РСДРП(б) у Сибіру. За дорученням томських більшовиків у жовтні 1917 року брав участь у роботі першого Сибірського обласного з'їзду. У листопаді 1917 року обраний головою Омського військово-окружного комітету.
У грудні 1917 — травні 1918 року — голова президії виконавчого комітету Омської ради робітничих та солдатських депутатів. У 1918 році — голова Західно-Сибірського виконавчого комітету рад.
У травні — липні 1918 року брав участь у боротьбі з «білочехами» в Заураллі та на Уралі. Після повалення радянської влади в Сибіру і Уралі працював у Пермі, до грудня 1918 року — член Уральського обласного комітету РКП(б).
У січні — серпні 1919 року — секретар Рогозько-Симоновського районного комітету РКП(б) міста Москви.
У серпні 1919 — 1921 року — член та заступник голови Сибірського революційного комітету. Був завідувачем відділів управління та праці Сибірського революційного комітету; з листопада 1920 року одночасно очолював Сибірський комітет трудової повинності.
У листопаді 1919 — 1921 року — член Сибірського бюро ЦК РКП(б).
28 липня 1921 — червень 1922 року — голова виконавчого комітету Новомиколаївської (Новосибірської) губернської і міської рад.
У 1922—1928 роках — завідувач текстильної секції Народного комісаріату робітничо-селянської інспекції РРФСР.
З 1922 року був членом Московського відділення Всесоюзного товариства старих більшовиків.
У 1928—1930 роках — член правління Головного бавовняного тресту.
У 1932—1938 роках — у Народному комісаріаті легкої промисловості СРСР.
З 1938 року — на пенсії в Москві.
Помер 12 грудня 1945 року в Москві.